# Gilbert Collard

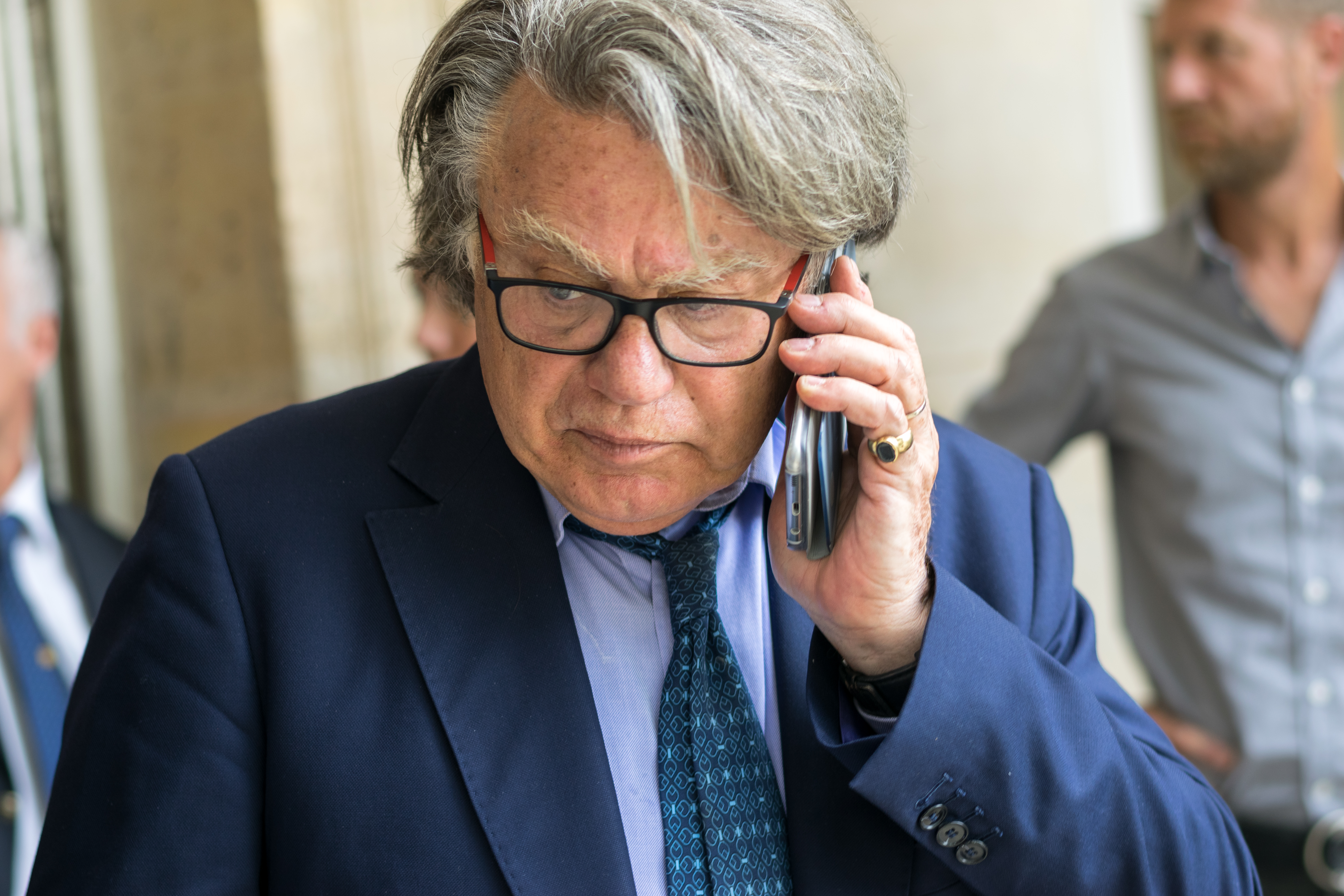
Gilbert Collard (2017)

Gilbert Collard (* 3. Februar 1948 in Marseille) ist ein französischer Rechtsanwalt, Strafverteidiger und Politiker. Er war von 2012 bis Januar 2020 Abgeordneter der Nationalversammlung und ist seit 2019 Mitglied des Europäischen Parlaments.

## Leben
Collard ist der Sohn von Odette Tarrazi und Georges Collard und ein Nachfahre von Pierre-Paul Royer-Collard. Er wuchs im Schloss Château de la Madone nahe Marseille auf und studierte in Aix-en-Provence Jura. Nach dem Abschluss seines Studiums arbeitete er ab 1971 in Marseille als Anwalt. Er hatte sich Ende der 1960er Jahre der Freimaurerbewegung angeschlossen und trat später in die Grande Loge Nationale Française ein. Collard war bereits seit seiner Jugend Mitglied der Parti socialiste und gehörte 1981 dem Unterstützungskomitee des Präsidentschaftskandidaten François Mitterrand an. 

### Laufbahn als Rechtsanwalt

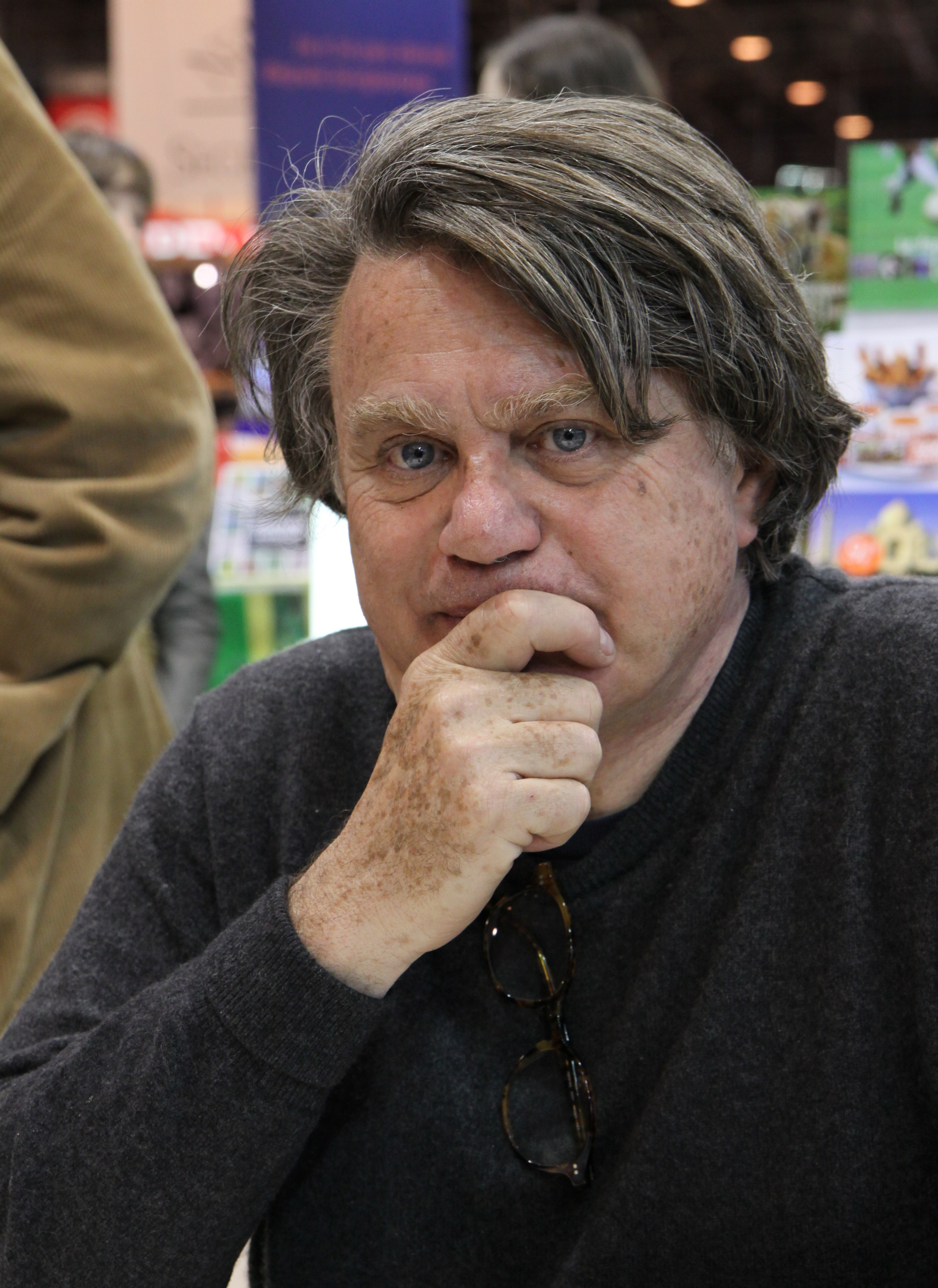
Collard im Jahr 2010

Collard vertrat 1985 Pierrette Le Pen im Scheidungsprozess gegen Jean-Marie Le Pen, den Gründer der rechtsextremen Front National. Im Prozess gegen den NS-Kriegsverbrecher Klaus Barbie vertrat er 1987 die Nebenklage im Namen der 44 ermordeten Kinder von Izieu. Ende der 1980er-Jahre wurde Collard nationaler Sekretär des Mouvement contre le racisme et pour l’amitié entre les peuples (MRAP; Bewegung gegen Rassismus und für Völkerfreundschaft). Nachdem er aber 1990 die Verteidigung des neurechten Akademikers und Publizisten Bernard Notin übernommen hatte, dem der Disziplinarausschuss der Universität Lyon III Holocaustleugnung vorwarf, kündigte das MRAP seine Suspendierung an, der Collard selbst durch Austritt zuvorkam. 1992 verließ er zudem die Parti socialiste. 
Collard vertrat 1998 den Radsportler Richard Virenque, der in die Festina-Affäre verwickelt war und wegen Dopings gesperrt wurde. Im Jahr 2002 verteidigte er den Algerienkriegs-General Paul Aussaresses, der aufgrund seines Buches wegen Verherrlichung von Kriegsverbrechen zu einer Geldstrafe verurteilt wurde. Im Fall der Hilfsorganisation L'Arche de Zoé vertrat Collard 2007 die beiden Hauptangeklagten Éric Breteau und Émilie Lelouch, die versucht hatten, 103 Kinder – angeblich Waisen aus Darfur – aus dem Tschad mit einem Charterflugzeug nach Frankreich zu bringen. Sie wechselten jedoch vor Prozessende den Verteidiger.
Im Jahr darauf verteidigte Collard den französischen Photojournalisten Jean-Paul Ney, der in der Elfenbeinküste wegen des Vorwurfs der „Gefährdung der Staatssicherheit“ in Haft saß. Im Februar 2011 übernahm er die Vertretung von Fabien Engelmann, einem ehemaligen Gewerkschafter der kommunistischen CGT, der wegen seiner Mitgliedschaft im rechtsextremen Front National von seinen gewerkschaftlichen Funktionen entbunden worden war. Die Tochter des entmachteten ivorischen Staatspräsidenten Laurent Gbagbo beauftragte im April 2011 Collard, zusammen mit Roland Dumas und Jacques Vergès, mit der Verteidigung ihres Vaters, dem vor dem Internationalen Strafgerichtshof in Den Haag Mittäterschaft an Verbrechen gegen die Menschlichkeit vorgeworfen wurde.

### Politische Tätigkeit
Im Jahr 2002 bewarb er sich um das Amt des Bürgermeisters von Vichy und bezeichnete sich dabei als Kandidat der Mitte-rechts-Partei Démocratie libérale, dann der Parti radical valoisien, obwohl diese beide den amtierenden Bürgermeister Claude Malhuret unterstützten. Mit 23 Prozent der Stimmen kam er auf den dritten Platz. Er wurde zugleich in den Gemeinderat von Vichy gewählt, verzichtete aber auf seinen Sitz. 2005 bezeichnete er sich im Interview als radical (Linksliberalen) und Anhänger von Jacques Chirac, dem gaullistischen Präsidenten, und lehnte politischen Extremismus ab. Er kandidierte 2008 erneut in Vichy, dieses Mal für das Nouveau Centre, scheiterte als Dritter jedoch erneut.

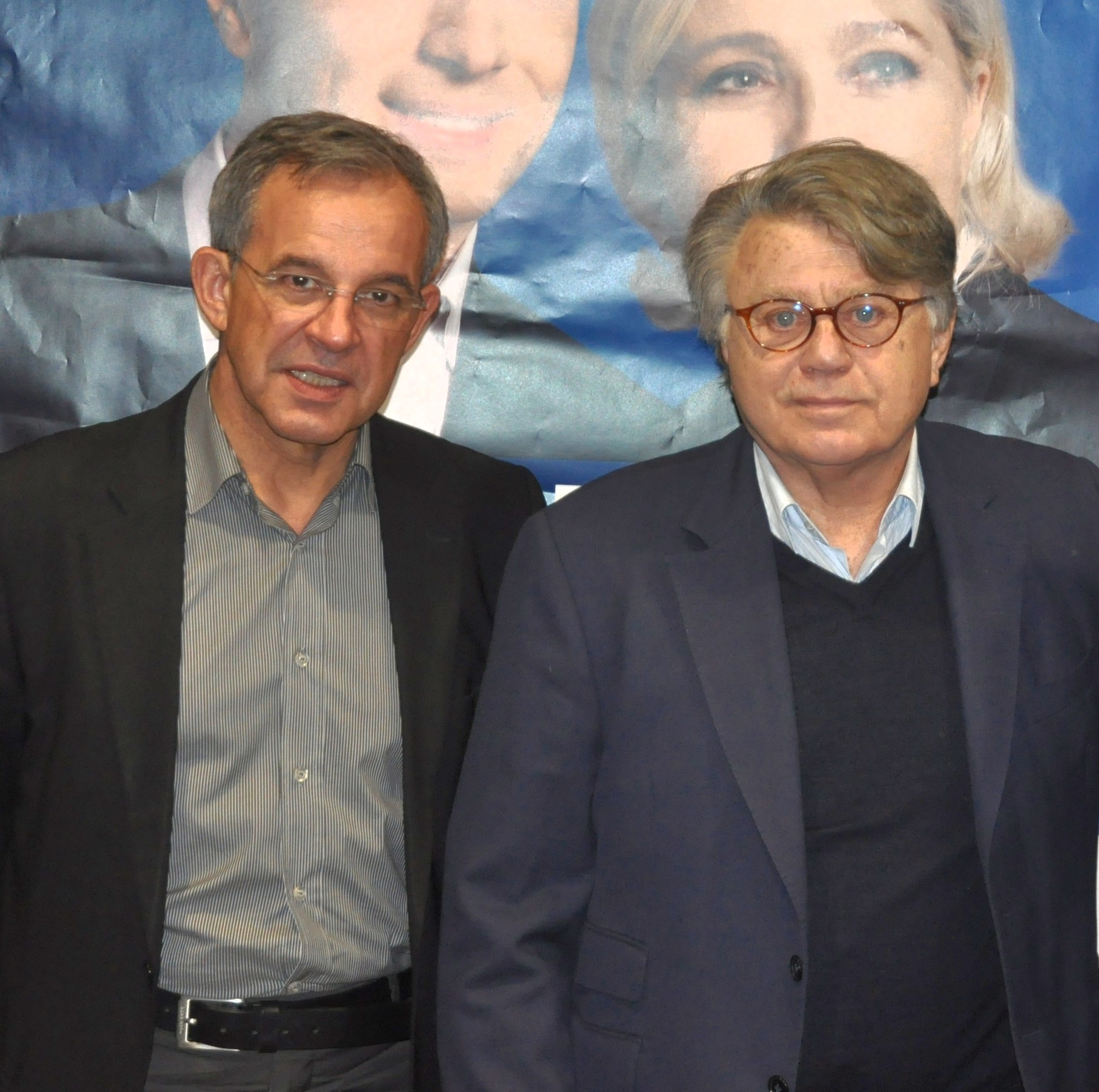
Collard (rechts) mit Thierry Mariani im Europawahlkampf 2019

Collard war mit Marine Le Pen bereits seit dem Scheidungsprozess ihrer Eltern bekannt. Im Mai 2011 erklärte er sich zum Mariniste (Marine-Anhänger) und wurde Vorsitzender ihres Unterstützerkomitees für die anstehende Präsidentschaftswahl. Er wurde jedoch zunächst kein Parteimitglied der Front National (FN), vertrat aber die sogenannte Entdiabolisierung der rechtsextremen Partei. Als Kandidat des Rassemblement Bleu Marine, einem Bündnis aus FN, kleineren rechten Parteien und parteilosen Unterstützern, trat er selbst bei den Parlamentswahlen 2012 im 2. Wahlkreis des Département Gard an. Mit 42,8 % konnte er sich in der zweiten Runde gegen die Sozialistin Katy Guyot (41,6 %) und den bisherigen konservativen Abgeordneten Étienne Mourrut (15,6 %) durchsetzen. Damit war er neben Marion Maréchal-Le Pen einer von zwei FN-Kandidaten, denen der Einzug ins Parlament gelang. 
Bei der Parlamentswahl 2017 wurde er mit 32,2 Prozent im ersten und 50,2 Prozent im zweiten Wahlgang wiedergewählt. Kurz nach dieser Wahl trat Collard auch offiziell der Front National bei, die sich im Jahr darauf in Rassemblement National (RN) umbenannte. Bei der Europawahl 2019 wurde Collard ins Europäische Parlament gewählt. Dort saß er bis Januar 2022 in der Fraktion Identität und Demokratie, war Mitglied im Ausschuss für Kultur und Bildung und Delegierter in der Parlamentarischen Versammlung der Union für den Mittelmeerraum. Sein Abgeordnetenmandat in der französischen Nationalversammlung legte er im Januar 2020 nieder. Im Januar 2022 trat er Eric Zemmours Partei Reconquête bei, deren Ehrenpräsident er wurde. Seither ist er fraktionsloser Abgeordneter im Europäischen Parlament, wo er seit Juni 2022 dem Ausschuss für Verkehr und Tourismus angehört. Im September 2022 trat er wieder aus Reconquête aus.